# Festung Philippsburg

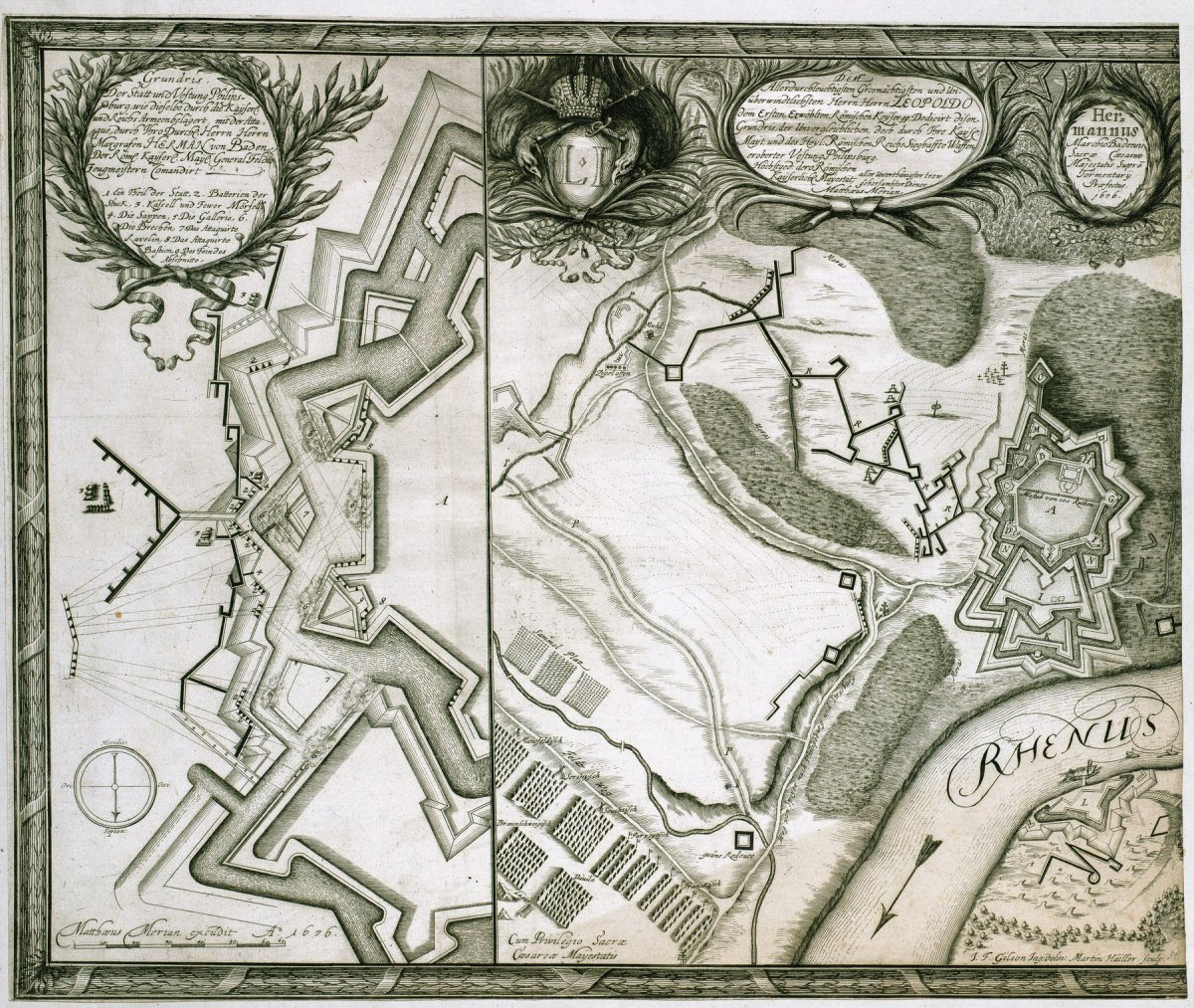
Kupferstich von Matthäus Merian und Martin Häiller von Grundriss und Belagerung

Die Festung Philippsburg war in der Zeit von 1623 bis 1801 eine bisweilen hart umkämpfte Festung in der nordbadischen Stadt Philippsburg im heutigen Landkreis Karlsruhe.

## Geschichte

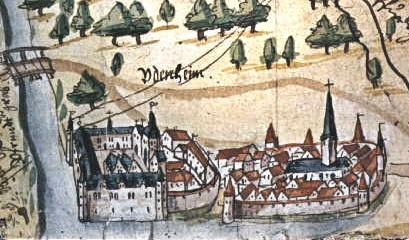
Udenheim-Philippsburg mit Schloss der Bischöfe von Speyer, 1590

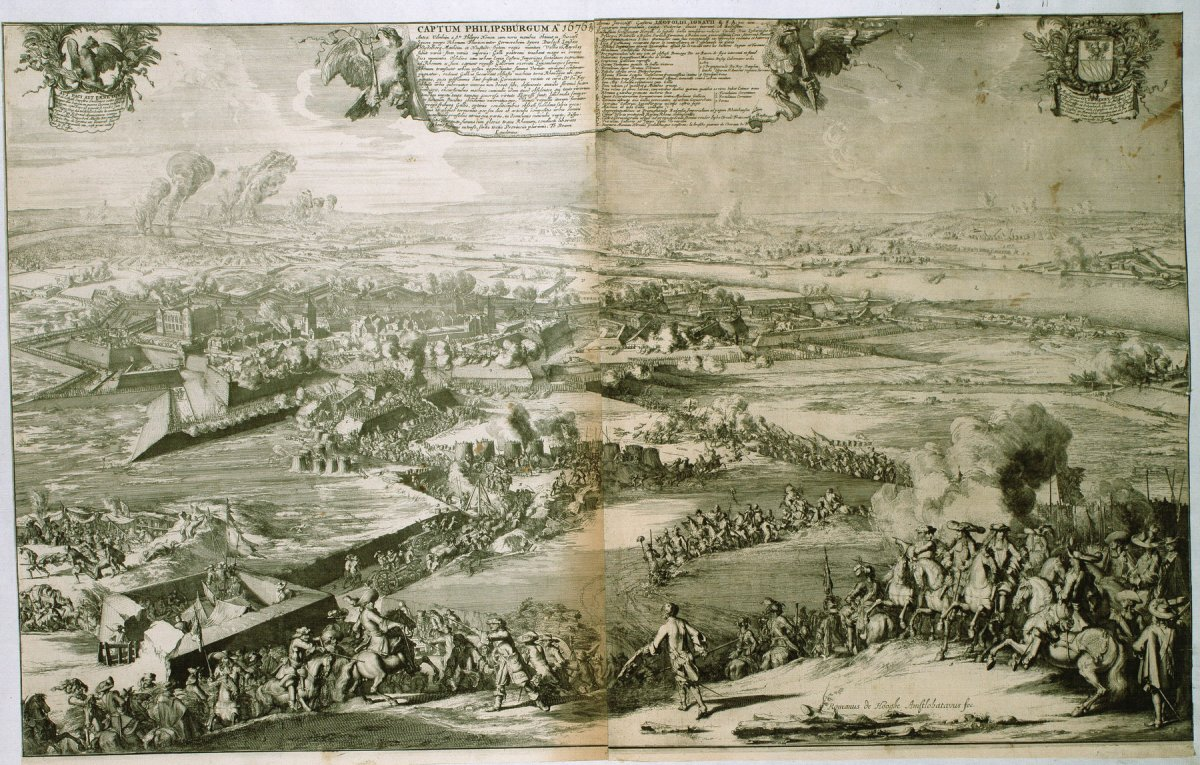
Kupferstich der Belagerung 1676 von Romanus de Hooghe

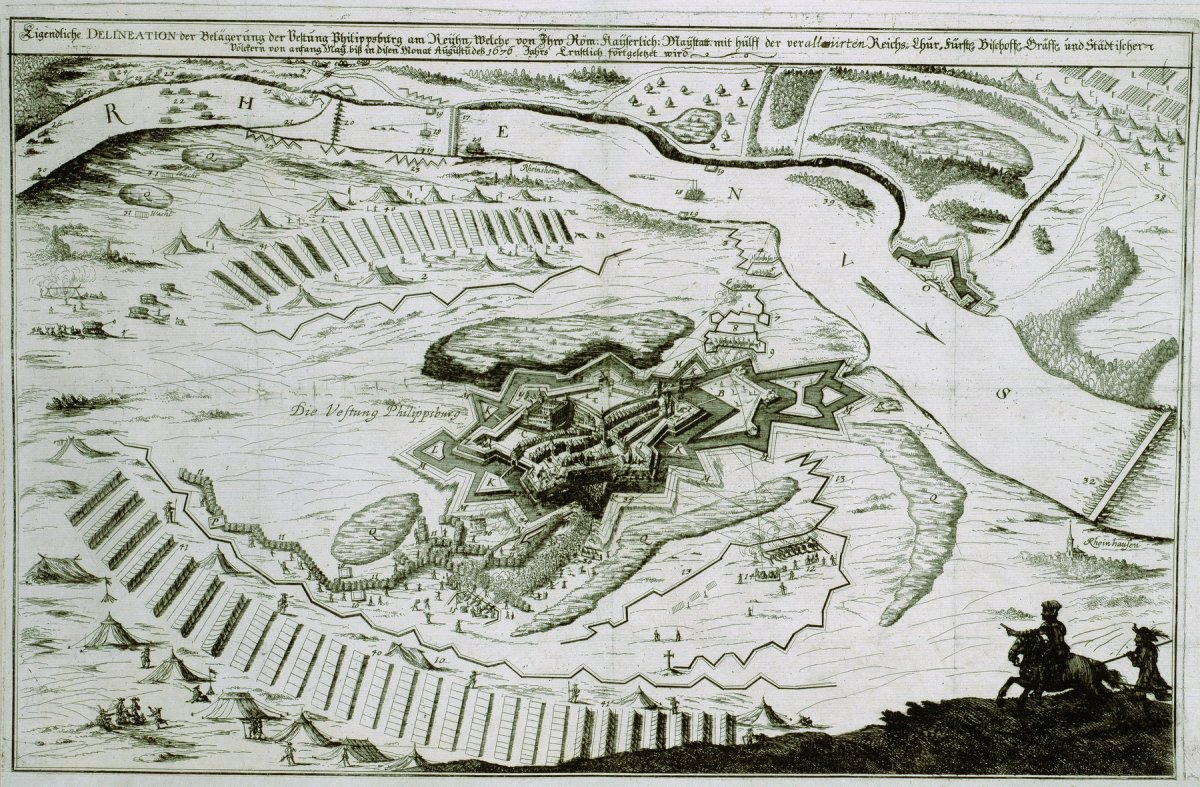
Kupferstich der Belagerung 1676 von Johann Georg Walther

1615, am Vorabend des Dreißigjährigen Krieges, entschloss sich der Speyrer Bischof Philipp Christoph von Sötern, seine Residenzstadt Udenheim zu einer modernen Festung auszubauen. Er ließ riesige Bollwerke errichten, die den Abriss einiger Gebäude am Stadtrand nötig machten. Durch diese Baumaßnahmen wollte sich Philipp vor Angriffen aus den umliegenden protestantischen Territorien schützen sowie seine Hauptresidenz ausbauen und aufwerten.
Am 1. Mai 1623 wurde die Festung eingeweiht, und es erfolgte die Umbenennung der Stadt von Udenheim in Philippsburg. Seit dem Ausbruch des Dreißigjährigen Krieges war die neugebaute Festung häufig Kriegsschauplatz und wurde von verschiedenen Parteien umkämpft.
So wurde die Stadt 1634 von den protestantischen Schweden belagert und erobert und im Januar 1635 von kaiserlichen Truppen unter Caspar von Baumberger zurückerobert.
1644 eroberte ein französisches Heer unter Turenne Philippsburg nach drei Wochen Belagerung. Die Stadt blieb 32 Jahre lang französisch. In dieser Zeit wurde die Festung von dem bekannten Festungsbaumeister Sébastien Le Prestre de Vauban stark ausgebaut.
1676 belagerte die Reichsarmee die Stadt und konnte sie nach schweren Kämpfen zurückgewinnen; daran nahm der Festungsbauer und Mineur Georg Rimpler teil. Die meisten baulichen Maßnahmen zur stärkeren Befestigung der Städte gehen auf Rimpler zurück. Bereits 1688 wurde die Festung unter dem damaligen Kommandanten Maximilian Lorenz von Starhemberg erneut von Frankreich belagert und erobert (Belagerung von Philippsburg (1688)). Die Franzosen errichteten hier ihre Basis, von der aus sie im Pfälzischen Erbfolgekrieg Heidelberg zerstörten.
Erst im Frieden von Rijswijk 1697 wurde die Stadt wieder deutsch und zur Reichsfestung erklärt. Bis zum polnischen Erbfolgekrieg 1734 herrschte unter dem Kommandanten Hans Karl I. Graf von Thüngen und unter seinen Nachfolgern Wohlstand und Frieden in der Stadt. 1734 begann eine Belagerung, die die schlimmste von allen werden sollte. Erfolglos versuchte der Heeresführer Prinz Eugen den französischen Belagerungsring zu sprengen und zu den Soldaten des Generals Wuttgenau durchzudringen. Zeitgenössischen Berichten zufolge waren infolge der Kämpfe 30.000 Todesopfer zu beklagen, darunter der französische Oberbefehlshaber Marschall Berwick (Belagerung von Philippsburg (1734)).
Erst durch die Regelungen des Friedens von Wien im Jahre 1737 waren die Franzosen gezwungen, die Stadt zu räumen.
1799 erfolgte die letzte Belagerung der Festung durch französische Revolutionstruppen. Nach einem sechstägigen Bombardement war die gesamte Stadt zerstört. In der Schlacht bei Wiesloch wurden die Franzosen aus Philippsburg verjagt. Nach dem Frieden von Lunéville 1801 wurde die Festung auf Befehl Napoleons geschleift.
Carl von Clausewitz ätzte in seinem Hauptwerk Vom Kriege über die Lage der Festung Philippsburg am Rhein: „Philippsburg war das Muster einer schlecht gelegenen Festung. Es gleicht einem blödsinnigen Menschen, der sich mit der Nase dicht an die Wand stellt.“

### Besatzung der Festung während der Belagerung
Während der Belagerung im Jahre 1799 war die Festung mit den folgenden Truppenteilen belegt:
- Das Oberrheinische Kreis-Regiment Solms-Braunfels unter Obrist Heinrich-Friedrich Walram Rheingraf von Salm
- Das Oberrheinische Kreis-Regiment Prinz Karl-Theodor von der Pfalz unter Obrist Freiherr von Mogen
- Das Kurpfalz-Bayrische Kontingent unter Obrist von Wetzel
- Das Kurpfalz-Bayrische Infanterie-Regiment Herzog Pius von Birkenfeld unter Obrist von Triva
- Das Fränkische Kreis-Bataillon unter Major Rieße
- Das Fränkische Jäger-Corps unter Major von Hornstein
- Das Kurfürstlich-Trierische Kontingent aus der Festung Ehrenbreitstein unter Obrist von Faber
- Das Kurfürstlich-Kölnische Kontingent unter Major Klespe
- Das Fürstlich Würzburg’sche Infanterie-Bataillon unter dem Major von Stetten
- Das Fürstlich-Salzburgische Reichskontingents-Bataillon unter Major von Lehr
- Eine Compagnie der Fuldaer Bürgerwehr
- Eine Compagnie Frankfurter Stadtsoldaten
- Eine halbe Schützencompagnie aus Eichstätt
- Eine Schwadron Bamberger Dragoner

Insgesamt 4519 Mann und 491 Zivilbewohner

## Gegenwart
Da die Festungsbauten 1801 komplett zerstört wurden, erinnert heute nur noch wenig an das einstige große Bollwerk am Rhein. Lediglich einige Straßen tragen die Namen von vorgelagerten Teilen der Festung (z. B. Hornwerk, Kronenwerk) oder die Namen der Festungskommandanten (z. B. Thüngen oder der letzte Kommandant der Festung, Rheingraf von Salm). Außerdem erinnert ein Monument mit Original-Kanonenkugeln des Bombardements von 1799 an die Zerstörung der Stadt. Des Weiteren wurde ein Modell der Festung ausgestellt, welches eine originalgetreue Kopie eines Modells im Musée des Plans-Reliefs in Paris ist. Die Stadt Philippsburg ließ 1998 eine Kopie anfertigen, da die französischen Gesetze eine Verbringung außer Landes auch zu Ausstellungen nicht zulassen. Auch der seit 1996 in einer privaten Initiative (Verein für Festungskasematten) renovierte Felsenkeller erinnert an die einst gewaltige Festung.